# جعبه شطرنج
جعبه شطرنج (انگلیسی: Chess box) محفظه ای برای نگهداری مهره‌های شطرنج است. معمولاً از چوب ساخته شده، ولی می‌تواند با هر ماده ای ساخته شود. این جعبه از لحاظ شکل داخلی می‌تواند به نوع‌های مختلفی ساخته شود تا مهره‌ها به انواع مختلف در آن قرار بگیرند. جعبه شطرنج معمولاً مستطیلی است اما می‌تواند در انواع دیگر هم ساخته شود.

## تصاویر

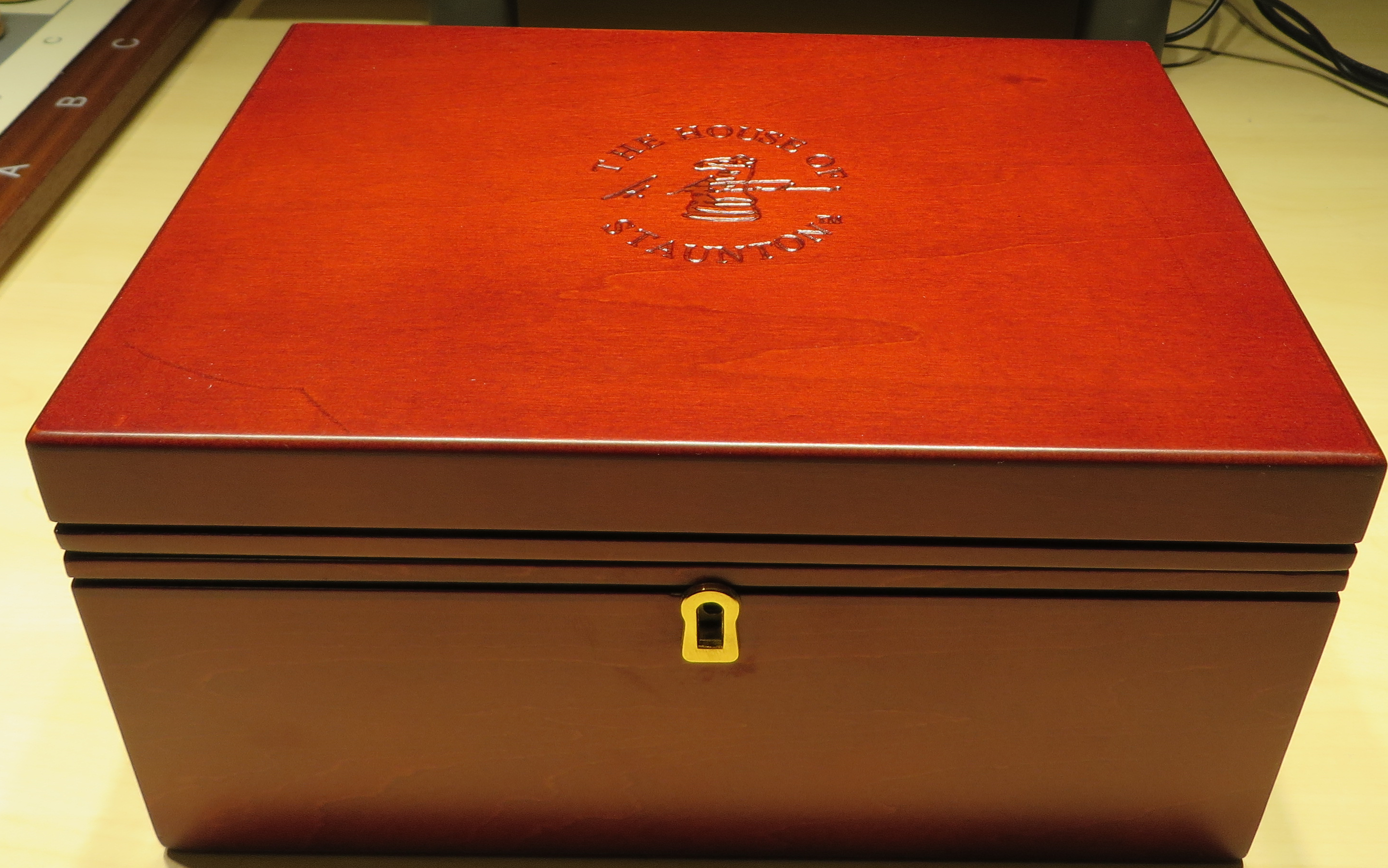
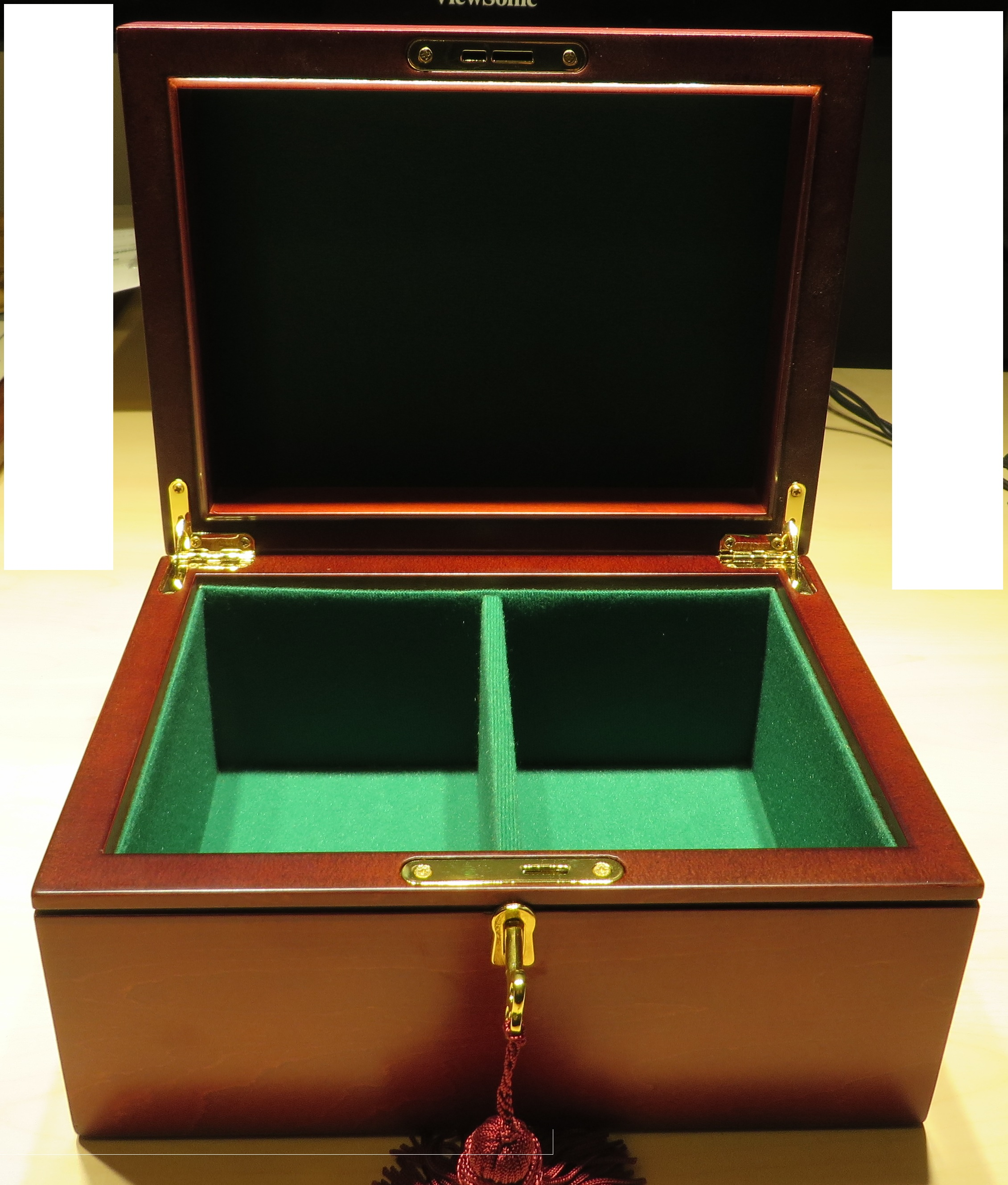